# القرى الاسفل (المفتاح)

تعديل مصدري - تعديل

القرى الاسفل هي إحدى قرى عزلة الجبر الاعلى بمديرية المفتاح التابعة لمحافظة حجة، بلغ تعداد سكانها 1554 نسمة حسب تعداد اليمن لعام 2004.